# Thraulodes centralis
Thraulodes centralis är en dagsländeart som beskrevs av Jay R. Traver 1946. Thraulodes centralis ingår i släktet Thraulodes och familjen starrdagsländor. Inga underarter finns listade i Catalogue of Life.